# Fernand-Adolphe Barré
Fernand-Adolphe Barré, francoski general, * 1890, † 1993.